# 魚河岸ものがたり
『魚河岸ものがたり』（うおがしものがたり）は森田誠吾の小説で直木三十五賞受賞作品。NHK総合テレビ・NHK衛星第2テレビ (BS2) の『ドラマ人間模様』で1987年7月11日から同年8月8日まで放送されていたテレビドラマである。全5回。放送時間は、総合テレビ・BS2ともに毎週土曜 21:45 - 22:29 （日本標準時）。
東京築地の魚河岸を舞台にしている。時代設定は1966年（昭和41年）秋。
本作は、1987年度（第25回）のギャラクシー賞選奨作品となった。神奈川県横浜市にある放送ライブラリーには、本作第1話の映像が保存されている。

## キャスト
- 健作 - 小林薫
- 加代 - 佐藤友美
- 麗子 - 今井美樹
- 七郎 - 柳沢慎吾
- 関根 - 金内吉男
- 近藤 - 宗近晴見
- 青ちゃん - 小林稔侍
- 倉橋庄之助 - 中村嘉葎雄
- 吾妻恭子 - 池内淳子

## スタッフ
- 脚本 - 池端俊策
- 演出 - 永野昭、岡本憲侑
- 制作 - 松尾武
- 音楽 - 渡辺博也
- 演奏 - 新室内楽協会
- 撮影技術 - 三浦国男
- 技術 - 八城徳治
- 照明 - 木下正雄
- 美術 - 斉藤博己